# Bohemian (Schiff, 1900)
Die Bohemian (II) war ein 1900 in Dienst gestellter Transatlantikdampfer der britischen Reederei Leyland Line, der im Passagier- und Frachtverkehr zwischen Großbritannien und der USA eingesetzt wurde. Am 1. März 1920 lief die Bohemian bei Sambro an der Küste von Nova Scotia (Kanada) auf einen Felsen und sank.

## Geschichte
Das 5.544 BRT große aus Stahl gebaute Dampfschiff Bohemian wurde auf der Werft Alexander Stephen and Sons im schottischen Glasgow gebaut und lief am 28. Juni 1900 vom Stapel. Das 156,1 Meter lange und 17,71 Meter breite Passagier- und Frachtschiff hatte drei Decks, einen Schornstein, vier Masten und einen einzelnen Propeller und wurde von Dreifachexpansions-Dampfmaschinen angetrieben, die 807 nominale PS leisteten und eine Höchstgeschwindigkeit von 13 Knoten ermöglichten. Die Bohemian war mit einem  Doppelboden, neun wasserdichten Schotten sowie Ballasttanks ausgestattet. Das Schiff verkehrte auf der Linie Liverpool–Boston.
Am 1. März 1920 befand sich die Bohemian mit 115 Besatzungsmitgliedern und 65 Passagieren an Bord unter dem Kommando von Kapitän Hiscoe auf einer weiteren westgebundenen Fahrt von Boston nach Liverpool, als sie bei Sambro (Halbinsel Chebucto) an der Küste der kanadischen Provinz Nova Scotia in einem Sturm auf einen Black Rock genannten Felsen auffuhr, leck schlug und sank. Das Unglück ereignete sich um etwa 2 Uhr morgens. Die Passagiere wurden an Deck befohlen und es wurden Signalraketen abgefeuert. Ab 3 Uhr wurde mit dem Ausbooten der Passagiere begonnen. Das Dampfschiff Roebling brachte die Überlebenden nach Halifax, wo sie in Hotels untergebracht wurden. 6 der 180 Menschen an Bord kamen bei dem Untergang ums Leben.